# 布魯西奧

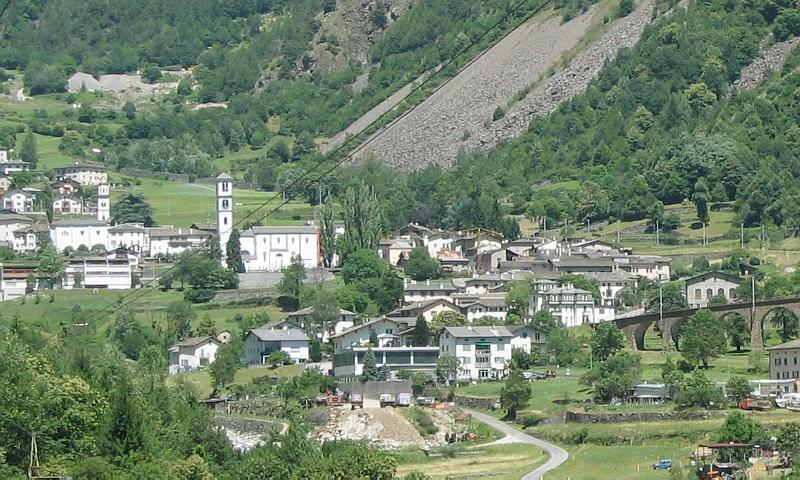

布魯西奧（英語：Brusio），一個位於瑞士格勞賓登州貝爾尼納區的城鎮，位於該國東部，面積46.29平方公里，海拔高度780米，2011年人口1,101，人口密度每平方公里24人。
境內有知名的貝爾尼納鐵路布魯西奧螺旋鐵路橋。

## 外部連結
- Official Web site （页面存档备份，存于）